# Onești
Pour les articles homonymes, voir Onesti (homonymie) et Gheorghiu.
Onești est une municipalité en Moldavie roumaine, dans le județ de Bacău. Elle est connue pour être la ville natale de Nadia Comăneci.

## Histoire

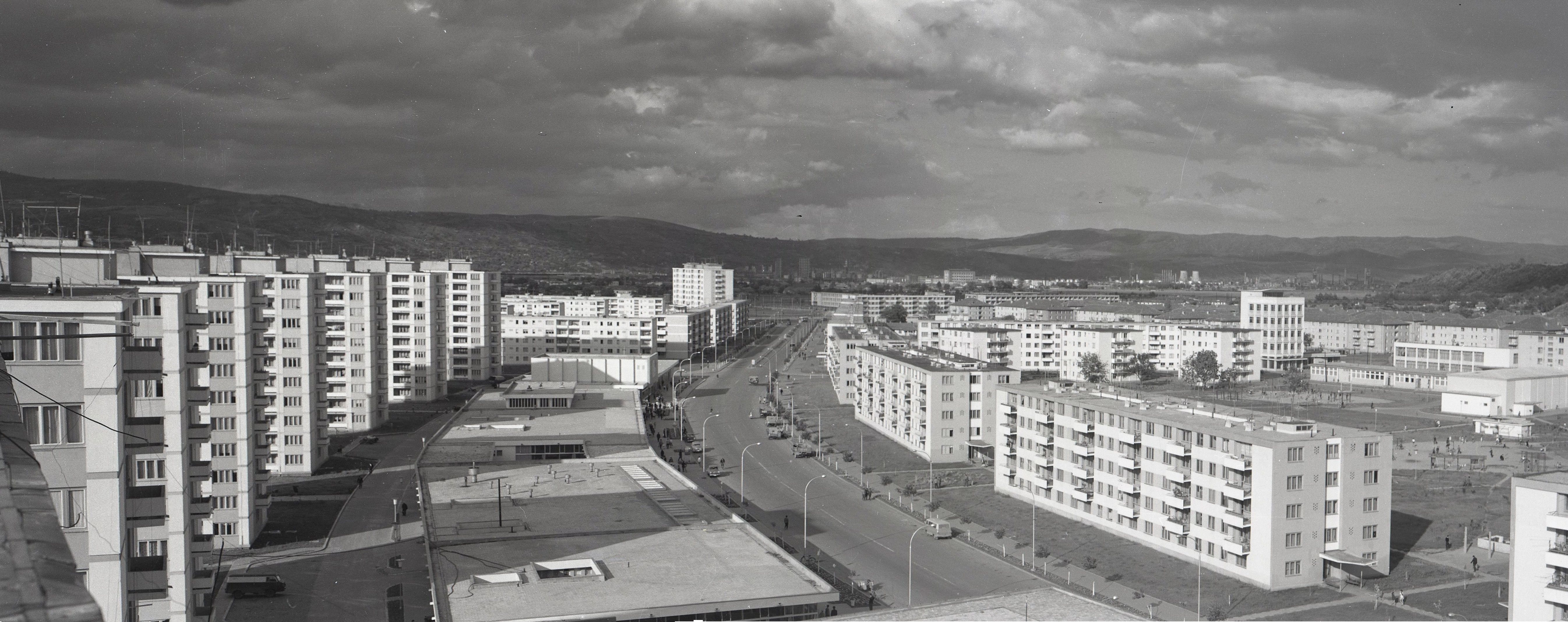
Onești en 1965

Durant le néolithique, la région d'Onești faisait partie de la civilisation de Coucouteni-Tripolie. Pendant l'antiquité, elle faisait partie de la Dacie et était habitée par les Carpiens dont les Carpates perpétuent le nom. Durant les invasions barbares, et après le passage des Goths et de nombreux peuples cavaliers nomades d'origines diverses, trois cultures vont marquer la région d'Onești : celle des Slaves (arrivés au VIe siècle), celle des Magyars (arrivés au IXe siècle, qui appellent la région Etelköz et dont les actuels Csángós perpétuent la présence) et celle des Coumans (arrivés au XIIIe siècle), assimilés au fil du temps par les Proto-roumains qui finissent, en 1359, par émanciper leur principauté de Moldavie des tutelles ruthène et hongroise.
Onești a été fondée le 14 décembre 1458 sous le règne du voïvode Étienne le Grand. L'étymologie d'Onești pourrait provenir du patronyme Ion (Jean en roumain, dont les nombreux diminutifs comprennent Oană, Onu prononcé « Onou », Onea ou Oana). En effet, les toponymes en ...eşti proviennent d'une tradition patronymique et toponymique des pays roumains qui du prénom d'un chef de famille ou d'un noble (par exemple Mihai « Michel ») crée un adjectif (par exemple Mihăilescu « tenant de Michel » devenant patronyme, au pluriel Mihăilești « les gens de Michel » ou « le village des gens de Michel » devenant toponyme).
En 1859, la Moldavie, en s'unissant à la Valachie, forme la Roumanie : Onești est depuis lors une ville roumaine.
Comme toute la Roumanie, Onești a souffert des régimes dictatoriaux carliste, fasciste et communiste de février 1938 à décembre 1989, mais connaît à nouveau la démocratie et sa situation économique et culturelle s'améliore depuis la chute de la dictature en 1989 et depuis son entrée dans l’Union européenne en 2007.
Jusqu'en 1952, Onești n'était qu'une petite bourgade moldave traditionnelle, vivant des produits du pastoralisme local et du flottage du bois des Carpates sur les rivières Trotuș et Cașin. En 1952, le régime communiste, alors dirigé par Gheorghe Gheorghiu-Dej, décide d'en faire une ville industrielle et une vitrine politique, en construisant le grand complexe industriel dédié aux transformations du bois de Borzești, des cités ouvrières avec de grandes barres d'immeubles (Cașin et Tineretului « de la jeunesse ») et des digues pour canaliser les cours d'eau. En 1956 les constructions sont en principe achevées (même si le chauffage, l'isolation, les ascenseurs et les adductions d'énergie et d'eau des cités nouvelles laissent à désirer... comme ailleurs dans le pays). Onești reçoit alors le statut prestigieux de oraș-erou al muncii (« ville-héros du travail ») et dix ans plus tard, en mars 1965, change de nom pour prendre celui de Gheorghe Gheorghiu-Dej mort cette année-là. En 1990, après la chute de la dictature, les autorités locales et les habitants reprennent l'usage du nom d'Onești, ce qu'une loi votée en 1996 finit par légaliser.
En 2005, dix ans après la privatisation des ressources forestières et le début de la déforestation des Carpates (qui facilite d'érosion des sols) les rivières Trotuș et Cașin, gonflées par deux semaines de pluies, sortent de leurs lits mineurs mais, privées des zones d'expansion de leurs lits majeurs par les digues et les cités construites dans les années 1950, ravagent la ville. Le même phénomène se reproduit en 2010 mais avec beaucoup moins de dégâts.

## Géographie
Onești est située dans la dépression de Tazlău-Cașin, aux pieds des Carpates moldaves, à une altitude moyenne de 200 m.

## Politique et administration
| Période                                  | Période  | Identité          | Étiquette | Qualité |
| ---------------------------------------- | -------- | ----------------- | --------- | ------- |
| Les données manquantes sont à compléter. |          |                   |           |         |
| 1996                                     | 2012     | Emil Lemnaru      | PSD       |         |
| 2012                                     | 2015     | Laurențiu Neghină | PSD       |         |
| 2015                                     | 2016     | Alexandru Cristea | UNPR      | Intérim |
| 2016                                     | En cours | Nicolae Gnatiuc   | PSD       |         |

## Personnalités liées à la ville
- Nadia Comăneci (1961-), gymnaste championne olympique et du monde

## Jumelages
Eysines (France) depuis 1996